# Elvis J. Kurtović
Mirko Srdić (Sarajevo, 1962.), poznatiji kao Elvis J. Kurtović, bosanskohercegovački je tekstopisac, skladatelj, jedan od osnivača pokreta novi primitivizam te vođa i osnivač skupine Elvis J. Kurtović & His Meteors. Trenutačno je glavni i odgovorni glazbeni urednik na Radiju Sarajevo.

## Životopis
Mirko Srdić rođen je 1962. godine u sarajevskom naselju Koševo, gdje je i odrastao. Nakon završene osnovne škole, upisuje sarajevsku II. gimnaziju, te završava Građevinski fakultet u Sarajevu. Jedno vrijeme je to sakrivao od javnosti zbog toga što: "Djeca ne kupuju ploče obrazovanih ljudi, moraju misliti da sam ja neki narkoman, koji se drogira i pije alkohol, da misle da sam pravi roker i to, jer neće oni slušati nekog čovjeka koji je inžinjer građevine (smijeh)". 
80-tih godina zajedno s Neletom Karajlićem, Dražen Ričlom "Zijom", Sejom Sexonom, Brankom Đurićem "Đurom", Borisom Šiberom i Zenitom Đozićem osniva kultni sarajevski pokret novi primitivizam. Pokret bio zastupljen u obliku glazbenih sastava (Zabranjeno Pušenje, Elvis J. Kurtović & His Meteors, Bombaj štampa), ali i u obliku radio i TV emisija (Top lista nadrealista).

### Nadimak
Kada je Mirko Srdić tj. Elvis J. Kurtović osnivao sastav, u susjedstvu je živio Jasmin Kurtović, veliki ljubitelj Rock'n'Rolla. Kada se Jasmin oženio i dobio sina dao mu je ime Elvis, što su članovi sastava odmah uzeli za zezanciju da mu je dao ime po legendarnom pjevaču Elvis Presleyu. Tako da su svom bezimenom sastavu dali ime "Elvis Jasmina Kurtović". Nakon toga Jasmin Kurtović ih je tužio i sud je zabranio upotrebu tog imena, međutim oni ga više nisu pisali kao Jasmina već su koristili slovo "J" (na Engleskom pogrešno izgovoreno "dži"), kako ne bi asociralo na susjeda. Tako da je Mirko Srdić postao Elvis J. Kurtović i to ne samo po nadimku, već i po imidžu i popularnim zulufima koji su bili sastavni dio imidža Elvis Presleya. Nakon par godina Jasmin se preselio s Koševa na novoizgrađenu Dobrinju, a Elvis J. Kurtović & njegovi Meteori postali su popularni diljem Jugoslavije.

### Elvis J. Kurtović & His Meteors
1981. godine osniva je sastav pod nazivom Elvis J. Kurtović & His Meteors koji je bio rezultat kultnog sarajevskog pokreta novi primitivizam. Sastav je bio aktivan od 1984. do 1988. godine i u tom periodu izdali su 3 albuma.
Najveći uspjesi grupe su skladbe "Folk reping", "Kad se babo vrati kući pijan", "Baščaršy hanumen", "Da bog da crk'o rok'n'rol", "Nosila je ljepotu ko prokletstvo", te "Hajle Selasie".

### Poslijeratna karijera
1996. godine zajedno sa Sejom Sexonom obnavlja ratom rastureno Zabranjeno Pušenje, gostuje na njihovom prvom poslijeratnom albumu Fildžan viška, te gostuje na turneji.
2002. počinje samostalni rad, te s bivšim pjevačem Zabranjenog Pušenja Marinom Gradcem snima album To Sam Ja ili Die Neue Bosnische Kunst. Iako jako dobro produciran album, zbog lošeg marketinga prolazi nezapaženo.
2006. godine zajedno sa Zenitom Đozićem pokreće Nadreality Show, svojevrsni nastavak Top liste nadrealista, koji dostiže veliku popularnost u regiji.

## Diskografija

### Elvis J. Kurtović
- 1984. Mitovi i legende o kralju Elvisu (RTV Ljubljana)
- 1985. Da Bog Da Crk'o Rock'n'Roll (RTV Ljubljana)
- 1988. The Wonderful World Of Private Business (Diskoton)
- 1996. Hitovi '83-'88 (Kompilacija) (Nimfa Sound)
- 1997. Najgori Hitovi (Kompilacija) (Nimfa Sound)
- 2002. To Sam Ja ili Die Neue Bosnische Kunst

### Zabranjeno Pušenje
- 1996. Fildžan viška (Nimfa Sound)
- 1998. Hapsi sve! (A Records)
- 1999. Agent tajne sile (TLN Europa)

## Ostalo
- "Crno-bijeli svijet" kao agent SDB-a (2019.)

## Vanjske poveznice
- Elvis J Kurtović
- Elvis J Kurtović na imdb.com
- Kolumna Elvisa J Kurtovića na klik.hr  Arhivirana inačica izvorne stranice od 3. svibnja 2006. (Wayback Machine)